# 赤嶺駅
赤嶺駅（あかみねえき）は、沖縄県那覇市赤嶺二丁目にある沖縄都市モノレール線（ゆいレール）の駅である。駅番号は2。
北緯26度11分36秒にあり、日本最南端の駅となっている。

## 歴史
- 2003年（平成15年）8月10日：那覇空港駅 - 首里駅間開業と同時に開業[1][2]。九州旅客鉄道（JR九州）指宿枕崎線西大山駅に代わり、日本最南端の駅となる[3]。
- 2004年（平成16年）7月28日：駅前広場に「日本最南端の駅」の記念碑が設置される[4]。
- 2014年（平成26年）10月20日：ICカード「OKICA」の利用が可能となる[5][6]。
- 2020年（令和2年）3月10日：ICカード「Suica」の利用が可能となる[7][8][9]。

## 駅構造
島式ホーム1面2線を有する高架駅である。エスカレータ・エレベーターの設備がある。

### のりば
| 番線 | 路線                  | 方向 | 行先           |
| ---- | --------------------- | ---- | -------------- |
| 1    | ■沖縄都市モノレール線 | 下り | てだこ浦西方面 |
| 2    | ■沖縄都市モノレール線 | 上り | 那覇空港方面   |

### 駅設備
- コインロッカー - 改札内に設置。
- 公衆電話 - 改札外設置。
- 自動販売機（飲料）
- トイレ - 改札内に設置。

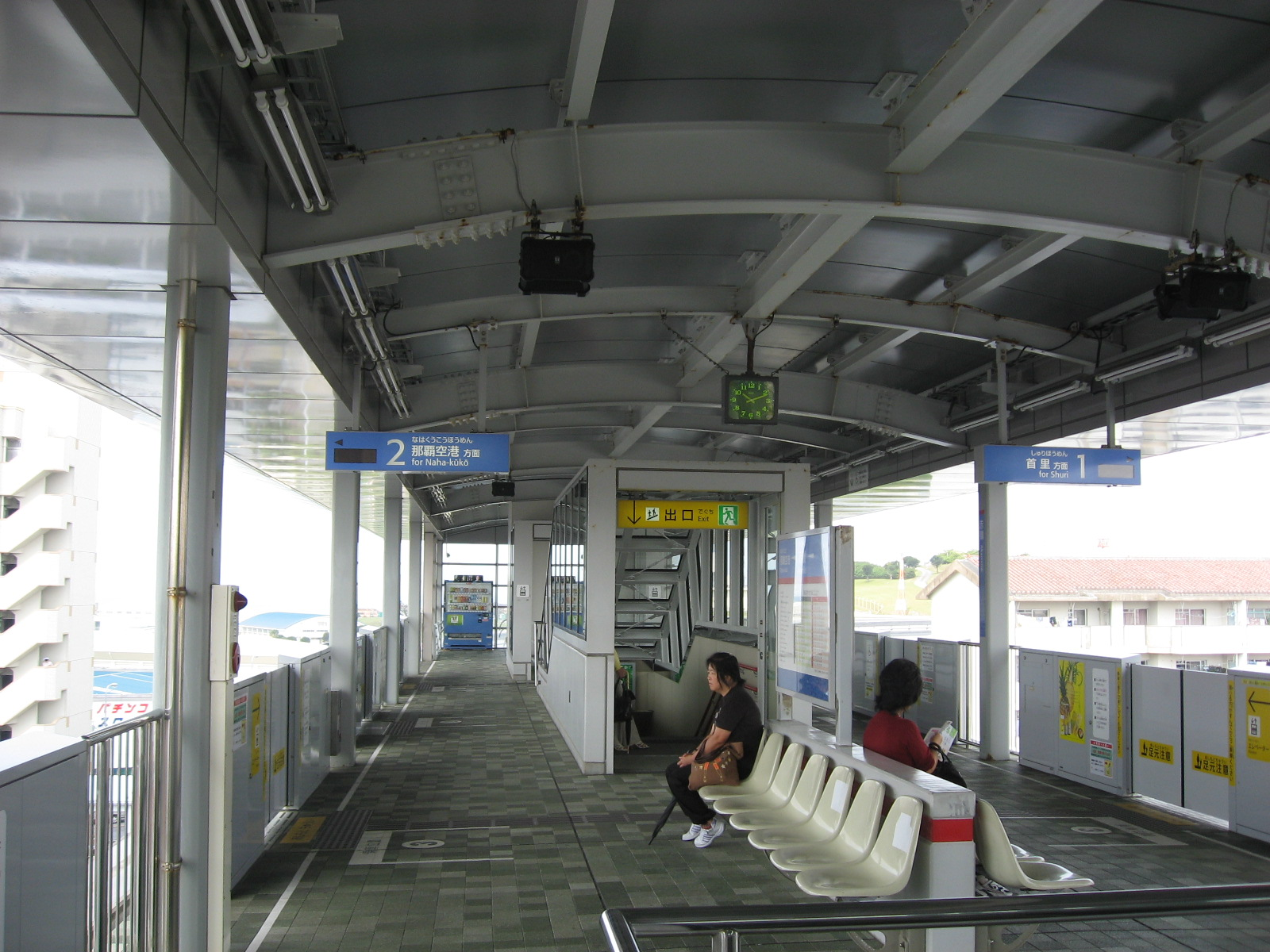
ホーム（2007年4月）
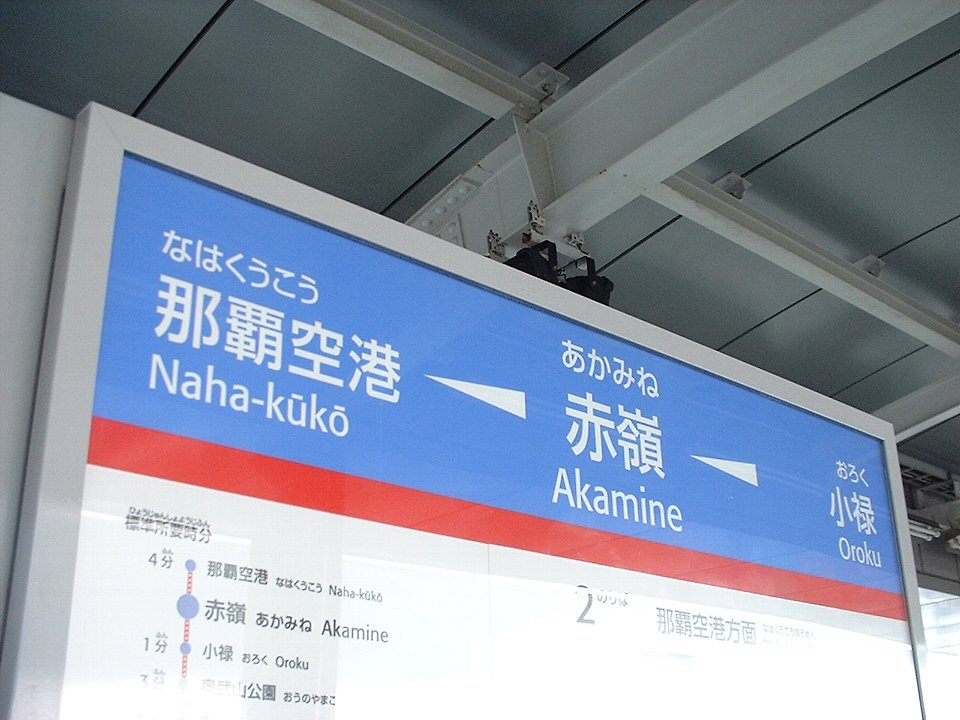
駅名標（2004年12月）
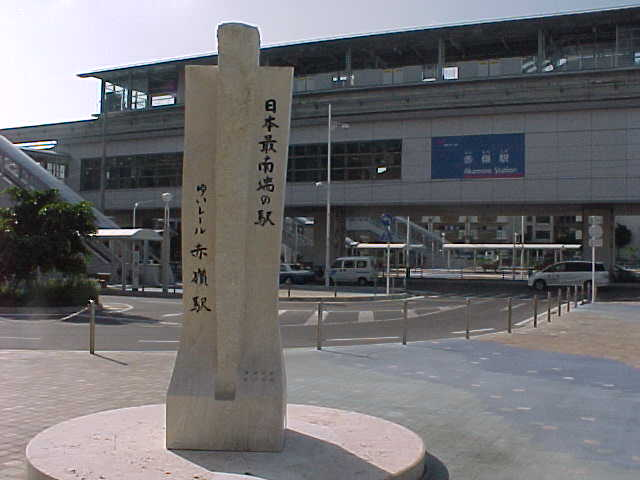
日本最南端の駅記念碑（2005年6月）

## 利用状況
2022年度の1日平均乗車人員は1,981人である。
開業後の1日平均乗降人員および乗車人員の推移は下記の通り。
| 年度               | 1日平均 乗降人員 | 1日平均 乗車人員 | 出典     |
| ------------------ | ---------------- | ---------------- | -------- |
| 2003年（平成15年） | 2,001            | 1,052            | [ * 1 ]  |
| 2004年（平成16年） | 2,344            | 1,223            | [ * 2 ]  |
| 2005年（平成17年） | 2,841            | 1,461            | [ * 3 ]  |
| 2006年（平成18年） | 3,022            | 1,553            | [ * 4 ]  |
| 2007年（平成19年） | 3,175            | 1,632            | [ * 5 ]  |
| 2008年（平成20年） | 3,126            | 1,597            | [ * 6 ]  |
| 2009年（平成21年） | 3,180            | 1,665            | [ * 7 ]  |
| 2010年（平成22年） | 3,222            | 1,682            | [ * 8 ]  |
| 2011年（平成23年） | 3,340            | 1,731            | [ * 9 ]  |
| 2012年（平成24年） | 3,434            | 1,769            | [ * 10 ] |
| 2013年（平成25年） | 3,555            | 1,837            | [ * 11 ] |
| 2014年（平成26年） | 3,571            | 1,836            | [ * 12 ] |
| 2015年（平成27年） | 3,813            | 1,958            | [ * 13 ] |
| 2016年（平成28年） | 4,154            | 2,122            | [ * 14 ] |
| 2017年（平成29年） | 4,423            | 2,248            | [ * 15 ] |
| 2018年（平成30年） |                  | 2,433            | [ * 16 ] |
| 2019年（令和元年） | 4,841            | 2,469            |          |
| 2020年（令和02年） | 2,799            | 1,428            |          |
| 2021年（令和03年） |                  | 1,441            |          |
| 2022年（令和04年） |                  | 1,981            |          |

## 駅周辺
駅北側は赤嶺県営住宅、南側は大型マンションが立地している。
駅南側交通広場
- タクシー乗り場
- 駐輪場（無料）
- 「日本最南端の駅」石碑

### 主な施設
- フレッシュプラザ ユニオン赤嶺店（スーパーマーケット）
- ドラッグイレブン小禄店
- 酒のスマイル小禄店（旧アルテック）
- ゲオ那覇小禄店
- ブックオフ那覇小禄店
- マンガ倉庫那覇店 - 徒歩約2分
- マクドナルド小禄店
- ケンタッキーフライドチキン小禄店
- ホテルグランビュー沖縄
- 小禄郵便局
- 航空自衛隊那覇基地
- 国道331号
- 沖縄県道221号那覇内環状線
- 沖縄県道231号那覇空港線
- 那覇市立さつき小学校
- コザ信用金庫 小禄支店

### 路線バス
路線の詳細は沖縄本島のバス路線を参照。
赤嶺駅前バス停
- 17番・石嶺（開南）線（那覇バス）
- 56番・浦添線（琉球バス交通）
- 87番・赤嶺てだこ線（沖縄バス）
- 89番・糸満（高良）線（琉球バス交通・沖縄バス）
- 256番・浦添てだこ線（琉球バス交通）
  - 以下は豊見城営業所発着便のみ（沖縄バス）
    - 27番・屋慶名線
    - 32番・コンベンションセンター線
    - 39番・南城線
    - 43番・北谷線
- TK01・ハーレーエクスプレス（東京バス）　道の駅いとまん・糸満市役所行き
- TK02・ウミカジライナー（東京バス）　瀬長島ホテルウミカジテラス、沖縄アウトレットモール・あしびなー、iias沖縄豊崎・道の駅いとまん・サザンビーチホテル＆リゾート沖縄・糸満市役所行き

駅北側交通広場
- TK01・ハーレーエクスプレス（東京バス）　那覇空港（国内線ターミナルのみ）・国際通り入口（パレットくもじ）行き
- TK02・ウミカジライナー（東京バス）　那覇空港（国内線ターミナルのみ）・国際通り入口（パレットくもじ）行き

## その他
- 駅到着時の車内チャイムは、沖縄の童謡「花の風車（はなぬかじまやー）」を編曲したものを使用している[15]。
- ホーム西端からは、那覇空港滑走路南端付近が遠望できる。ただし、写真撮影には不適である。
- 改札口付近でのウチナーグチ（沖縄方言）による案内放送では「あかんみ」と発音される。

## 隣の駅
沖縄都市モノレール
■沖縄都市モノレール線（ゆいレール）
那覇空港駅 (1) - 赤嶺駅 (2) - 小禄駅 (3)

### 記事本文

### 利用状況
1. ↑  沖縄県統計年鑑 - 沖縄県
2. ↑  那覇市統計書 - 那覇市

那覇市統計書
1. ↑  第44回那覇市統計書（平成16年版） (PDF)  - 167ページ
2. ↑  第45回那覇市統計書（平成17年版） (PDF)  - 167ページ
3. ↑  第46回那覇市統計書（平成18年版） (PDF)  - 169ページ
4. ↑  第47回那覇市統計書（平成19年版） (PDF)  - 169ページ
5. ↑  第48回那覇市統計書（平成20年版） (PDF)  - 169ページ
6. ↑  第49回那覇市統計書（平成21年版） (PDF)  - 169ページ
7. ↑  第50回那覇市統計書（平成22年版） (PDF)  - 169ページ
8. ↑  第51回那覇市統計書（平成23年版） (PDF)  - 167ページ
9. ↑  第52回那覇市統計書（平成24年版） (PDF)  - 167ページ
10. ↑  第53回那覇市統計書（平成25年版） (PDF)  - 167ページ
11. ↑  第54回那覇市統計書（平成26年版） (PDF)  - 165ページ
12. ↑  第55回那覇市統計書（平成27年版） (PDF)  - 165ページ
13. ↑  第56回那覇市統計書（平成28年版） (PDF)  - 165ページ
14. ↑  第57回那覇市統計書（平成29年版） (PDF)  - 165ページ
15. ↑  第58回那覇市統計書（平成30年版） (PDF)  - 165ページ
16. ↑  第59回那覇市統計書（令和元年版） (PDF)  - 165ページ